# Heinkel He 031
Die  Heinkel He 031 Florett  war der Entwurf eines Abfangjägers des deutschen Herstellers Ernst Heinkel Flugzeugwerke aus den 1950er-Jahren. Die Konstruktion besaß als besonderes Merkmal einen Mischantrieb (Turbinen- + Raketentriebwerk), um möglichst schnell eine ausreichende Höhe zum Abfangen gegnerischer Bombenflugzeuge erreichen zu können.

## Geschichte
Als Vorläufer der He 031 kann man den Entwurf der einstrahligen, als Deltaflügler ausgelegten He 011 ansehen, der in den Jahren 1954 bis 1956 von Heinkel im Auftrag der ägyptischen Regierung entwickelt wurde. Das Entwicklungsteam stand unter der Leitung von Siegfried Günter, der bereits in den Kriegsjahren für viele Entwürfe Heinkels verantwortlich zeichnete.
Als Antrieb war das Heinkel-Triebwerk HeS 053 vorgesehen, das von Fritz Gosslau konstruiert wurde und bis zur Prüfstandsreife gelangte. Es gab einen Schub von 64,4 kN (6500 kp) ab, besaß einen elfstufigen Axialverdichter, eine zweistufige Axialturbine und wog 1565 kg.
Von diesem sogenannten Ägyptenjäger baute eine Gruppe deutscher Ingenieure in Heluan noch eine 1:1-Attrappe; nachdem jedoch die ägyptische Regierung ihren Auftrag zurückgezogen hatte, wurde die weitere Entwicklung eingestellt. Wenige Monate später schloss dann Ägypten einen Vertrag mit der Sowjetunion über die Lieferung von MiG-15-Jagdflugzeugen ab.
Bereits im Jahr 1955 entstand jedoch bei Heinkel ein zweiter Deltajäger, der im spanischen Auftrag entwickelt wurde. Dieser trug zuerst die Bezeichnung He 021, später dann C-He 101 und war bei einem Fluggewicht von 4000 kg ein typischer Leichtbaujäger. Ausgelegt war der Entwurf als Mitteldecker mit seitlichen Lufteinlässen für das vorgesehene Bristol-Orpheus-Triebwerk.
Die He 021 kam jedoch über das Entwurfsstadium nicht hinaus.
Nach der Aufhebung der Besatzungsstatuten im Mai 1955 und der Wiedererlangung der vollen Souveränität der Bundesrepublik Deutschland, gab das Bundesministerium der Verteidigung eine Wettbewerbs-Ausschreibung für die Entwicklung eines deutschen Abfangjägers heraus. Die Anforderungen waren:
- Flugleistungen:
  - Höchstgeschwindigkeit: Mach 2,0
  - Landegeschwindigkeit: 200 km/h
  - Steigzeit: 3 min auf 25.000 m Höhe
  - Dienstgipfelhöhe: 25.000 m
- Triebwerk:
  - Empfohlen wurde das De Havilland Gyron Jr., da ein deutsches Triebwerk noch nicht verfügbar war.
  - Zusätzlich wurde der Einbau eines De Havilland Spectre Jr. empfohlen, um die geforderten Geschwindigkeiten mit Sicherheit zu erreichen.
- Navigations- und FT-Ausrüstung
  - Zweifache UHF-Anlage
  - Radar mit Reichweiten von 30 bis 50 km
  - TACAN
  - IFF-Anlage
  - Zielfluggerät auf Störsender und Bordradargeräte, Visiereinrichtung mit automatischer Schussauslösung
- Bewaffnung:
  - Zwei Luft-Luft-Raketen mit Infrarot-Zielsuchkopf oder Radarsteuerung
  - Batterien mit ungelenkten Luft-Luft-Raketen des Kalibers 2 inch

Der geforderte Mischantrieb kam etwa zur gleichen Zeit auch bei dem britischen Versuchsflugzeug Saunders-Roe SR.53 zum Einsatz und sollte auch als Antrieb für den Überschalljäger-Entwurf SR.177 eingesetzt werden. Heinkel beteiligte sich an der Ausschreibung und gewann diese mit dem im Februar 1957 abgegebenen Entwurf der He 031, der die Anforderungen rechnerisch teilweise übertreffen konnte.
Geplant war zunächst die Konstruktion, Fertigung und Erprobung von vier Versuchsflugzeugen. Die Serienfertigung hätte demnach 1962 voll anlaufen und die Luftwaffe 1963 die ersten Maschinen übernehmen können.
Zum Bau einer Mustermaschine kam es jedoch nicht mehr, da man sich zwischenzeitlich in den Luftwaffen-Führungsstäben der NATO dem Senkrechtstarter als neuer viel versprechender Jägerkategorie zugewandt hatte. Am 2. Dezember 1957 gab das Bundesministerium der Verteidigung eine Ausschreibung heraus, die einen Allwetterjäger mit VTOL-Eigenschaften forderte. Daraufhin wurde in Frankreich die Dassault Balzac V, in England die Hawker Kestrel (die spätere Harrier) und in Deutschland die EWR VJ 101C entwickelt.

## Konstruktion
Die Auslegung der He 031 sah einen Mitteldecker mit deltaähnlichen Trapeztragflächen vor. Der Rumpf war in drei Baugruppen aufgeteilt. Im Vorderteil war ein verstellbarer Mehrstoßdiffusor, der auch das Radargerät beherbergen sollte, untergebracht. Zwei gepanzerte Ausschussrohre für 50-mm-Oerlikon-Raketen befanden sich unterhalb der Rumpfspitze.
Vor dem Abschlussspant des Rumpfmittelteils war das Strahltriebwerk Gyron Jr. PS 50 eingebaut. Die komplette Nachverbrennungsanlage und das Raketentriebwerk Spectre Jr. befanden sich dagegen im Rumpfheck.
Die deltaähnlichen Trapeztragflächen hatten eine Nasenpfeilung von 45° und eine Profildicke von 5 %. Ausgeführt waren sie in Dreiholm-Bauweise, die Flügeltanks hatten ein Volumen von 1100 l. Zur Auftriebserhöhung wurde vom Triebwerk 12 % der Verdichterluft abgezapft, mit Rohrleitungen zu den Flächenspitzen geführt und an den Gelenken der Landeklappen und Querruder mit hohem Druck ausgeblasen. Eine technische Besonderheit stellte das absprengbar vorgesehene Rumpfvorderteil dar, in der Ausführung ähnlich der später umgesetzten Rettungskapsel der General Dynamics F-111.

## Technische Daten
| Kenngröße             | Daten |
| --------------------- | --- |
| Besatzung             | 1 |
| Länge                 | 13,85 m |
| Spannweite            | 8,64 m |
| Höhe                  | 3,87 m (in Rollstellung)                                                                                              |
| Flügelfläche          | 24,90 m² |
| Leermasse             | 4110 kg |
| max. Startmasse       | 8000 kg |
| Höchstgeschwindigkeit | Mach 2,6 mit Nachverbrennung in 18.000 Höhe                                                                           |
| Dienstgipfelhöhe      | 30.000 m bei G=6000 kg                                                                                                |
| Reichweite            | 2600 km, 3300 km mit Außenbehälter                                                                                    |
| Triebwerke            | 1 × De Havilland Gyron Jr. PS 50 mit 44,5 kN (4540 kp) Schub 1 × De Havilland Spectre Jr. mit 19,6 kN (2000 kp) Schub |
| Bewaffnung            | 60 × 50-mm-Luft-Luft-Raketen (Oerlikon) 2 × Luft-Luft-Raketen (Falcon oder Sidewinder)                                |